# 164-та піхотна дивізія (Третій Рейх)
164-та піхотна дивізія (Третій Рейх) (нім. 164. Infanterie-Division) — піхотна дивізія Вермахту за часів Другої світової війни. 1 січня 1942 року переформована на фортечну дивізію «Крит».

## Історія
164-та піхотна дивізія сформована 27 листопада 1939 року на навчальному центрі «Кенігсбрюк» (нім. Truppenübungsplatz Königsbrück) у 4-му військовому окрузі під час 7-ї хвилі мобілізації вермахту.
На початок Французької кампанії перебувала в резерві головних сил вермахту. 6 червня 1940 року перекинута до Люксембурга, діяла в районі Віандена, Еттельбрюка, Люксембурга. 11 червня з початком другої фази Французької кампанії введена у битву, бої за Шарлевіль, Седан, Ретель, Реймс. Після капітуляції Франції дивізія виконувала окупаційні функції на півночі країни, в районах Вузьє, Седан, Ретель.
У жовтні 1940 року з'єднання передислокували до Остенде для охорони морського узбережжя Бельгії. Але вже у листопаді вивели до Рамбервілле, звідкіля перекинули транспортом на південь Румунії до Джурджу до складу XXX армійського корпусу.
У лютому-березні 1941 року 164-та дивізія перебувала на території Румунії та Болгарії в готовності до вторгнення до Балканських країн.
6 квітня 1941 року з'єднання разом з іншими формуваннями 12-ї армії вторглися до північної Греції, вело бої за Драму, Ксанті. Угруповання німецьких військ (шість дивізій, у тому числі одна танкова, об'єднані у XVIII гірський і XXX армійський корпуси) мало велику перевагу у живій силі та техніці над грецькою армією «Східна Македонія». Однак, спираючись на підготовлену на гірському рельєфі лінію укріплень, грецькі війська протягом трьох днів чинили противнику стійкий опір. Але в цей час 2-га німецька танкова дивізія, наступала через югославську Македонію поздовж берегу річки Струмица в обхід Дойранського озера, вийшла в тил грецькій армії «Східна Македонія» і 9 квітня опанувала місто Салоніки. Того ж дня грецькі війська капітулювали.

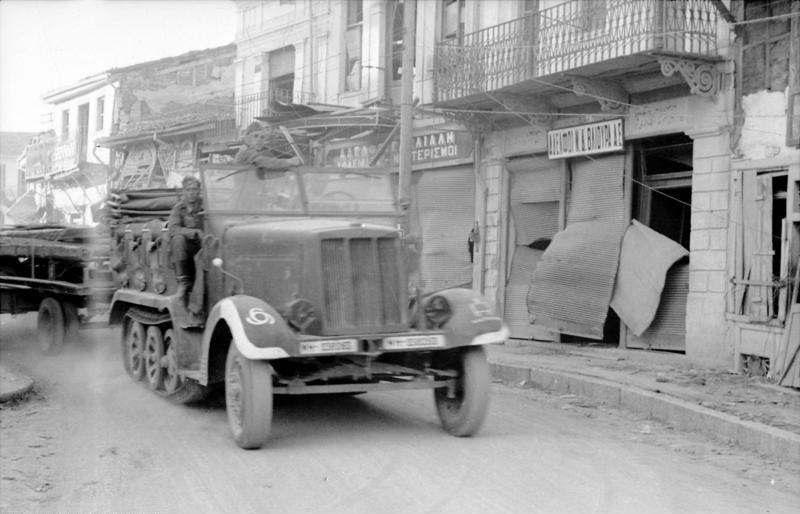
Німецькі війська на вулицях грецького міста. Квітень 1941

Надалі протягом 1941 року 164-та піхотна дивізія виконувала окупаційні функції на півночі Греції, штаб-квартира дивізії перебувала в Салоніках.
Після операції по захопленню Криту, в листопаді на острів були відправлені 382-й і 433-й піхотні полки 164-ї піхотної дивізії, які пізніше увійшли до складу фортечної дивізії «Крит».

## Райони бойових дій
- Німеччина (листопад 1939 — травень 1940)
- Франція (травень 1940 — січень 1941)
- Румунія (січень — березень 1941)
- Югославія та Греція (березень — листопад 1941)
- Греція (Крит) (листопад 1941 — січень 1942)

## Командування

### Командири
- Оберст Конрад Газе (нім. Konrad Haase) (1 грудня 1939 — 10 січня 1940)
- Генерал-майор Йозеф Фольттманн (нім. Josef Folttmann) (10 січня 1940 — 1 січня 1942)

### Підпорядкованість
| Час          | Корпус                                    | Армія       | Група армій (округ) | Штаб       |
| ------------ | ----------------------------------------- | ----------- | ------------------- | ---------- |
| 1939         |                                           |             |                     |            |
| 27 листопада |                                           |             |                     | Кенігсбрюк |
| 1940         |                                           |             |                     |            |
| січень       |                                           |             |                     | Кенігсбрюк |
| червень      |                                           |             | Резерв ОКХ          | Бітбург    |
| липень       | XXIII ак                                  | 9-та армія  | Група армій «A»     | Реймс      |
| серпень      | XXXXII ак                                 | 16-та армія | Група армій «A»     | Реймс      |
| листопад     | XXIII ак                                  | 16-та армія | Група армій «A»     | Реймс      |
| грудень      | XI ак                                     | 1-ша армія  | Група армій «D»     | Реймс      |
| 1941         |                                           |             |                     |            |
| січень       | XXX ак                                    | 12-та армія |                     | Румунія    |
| березень     | XXX ак                                    | 12-та армія |                     | Греція     |
| квітень      | XXX ак                                    | 12-та армія |                     | Салоніки   |
| 17 травня    | XVIII ак                                  | 12-та армія |                     | Югославія  |
| листопад     |                                           | 12-та армія |                     | Крит       |
| 1941         |                                           |             |                     |            |
| січень       | переформування на фортечну дивізію «Крит» | 12-та армія |                     | Крит       |

### Склад
| Листопад 1939                   | Червень 1940                           |
| ------------------------------- | -------------------------------------- |
| 382-й піхотний полк             |                                        |
| 433-й піхотний полк             |                                        |
|                                 | 440-й піхотний полк                    |
| 220-й дивізіон легкої артилерії | 220-й артилерійський полк              |
|                                 | 220-й інженерний батальйон             |
|                                 | 220-й протитанковий дивізіон           |
|                                 | 220-й дивізійний батальйон зв'язку     |
|                                 | 220-те дивізійне управління постачання |